# John Kennedy Toole
John Kennedy Toole (Nueva Orleans, Luisiana, 17 de diciembre de 1937-Biloxi, Misisipi, 26 de marzo de 1969) fue un novelista estadounidense, autor de La conjura de los necios (publicada póstumamente en 1980), obra ganadora del Premio Pulitzer de ficción en 1981. El autor se suicidó en 1969 a los 31 años tras no conseguir publicar esta novela, que fue editada con enorme éxito once años después por una editorial universitaria, Louisiana State University Press, gracias a la insistencia de la madre del autor, Thelma Toole (1901-1984).

## Biografía

### Infancia y primeros años
Hijo de John y Thelma Toole. Toole tuvo una infancia bastante protegida en Nueva Orleans, dominada por su madre, quien no le dejaba jugar con otros niños. Fue un magnífico estudiante. Tras graduarse en la Universidad Tulane, realizó un graduado superior en lengua inglesa en la Universidad de Columbia y luego pasó un año como profesor asistente de inglés en la Universidad del Suroeste de Luisiana (actualmente la UL Lafayette), en Lafayette, Luisiana. Después se trasladó a Nueva York para ocupar un puesto de profesor en el Colegio Hunter. También dedicó algo de tiempo a intentar sacarse un doctorado en Columbia, pero no lo acabó porque tuvo que acudir a filas en el Ejército de los Estados Unidos en 1961, donde sirvió dos años en Puerto Rico enseñando inglés a los reclutas hispanohablantes en Fort Buchanan.
Después de este tiempo en el ejército, Toole regresó a Nueva Orleans para vivir con sus padres y comenzar a enseñar en el Dominican College. Pasó tiempo deambulando por el Barrio Francés con músicos y, al menos en una ocasión, ayudó a un amigo músico con su segundo trabajo, vendiendo tamales en un puesto callejero. Después de que Toole se graduara con honores en la Universidad Tulane, trabajó brevemente en una fábrica de ropa masculina. Ambos escenarios jugaron un importante papel en la realización de su gran novela cómica La conjura de los necios.
Toole envió su manuscrito a la editorial Simon & Schuster. Después de la excitación inicial por el libro, el editor lo rechazó, diciendo que el libro "no trataba realmente de nada", aunque realmente la razón de la negativa sería que su novela hundía demasiado el dedo en la llaga.[cita requerida] Toole comenzó a deteriorarse rápidamente después de perder la esperanza de publicar su libro, que él consideraba una obra maestra. Comenzó a emborracharse y a descuidar sus actividades profesionales, y dejó de enseñar en las clases doctorales de Tulane, hundiéndose en una profunda depresión que lo llevó a sentirse un absoluto fracasado.

### Muerte

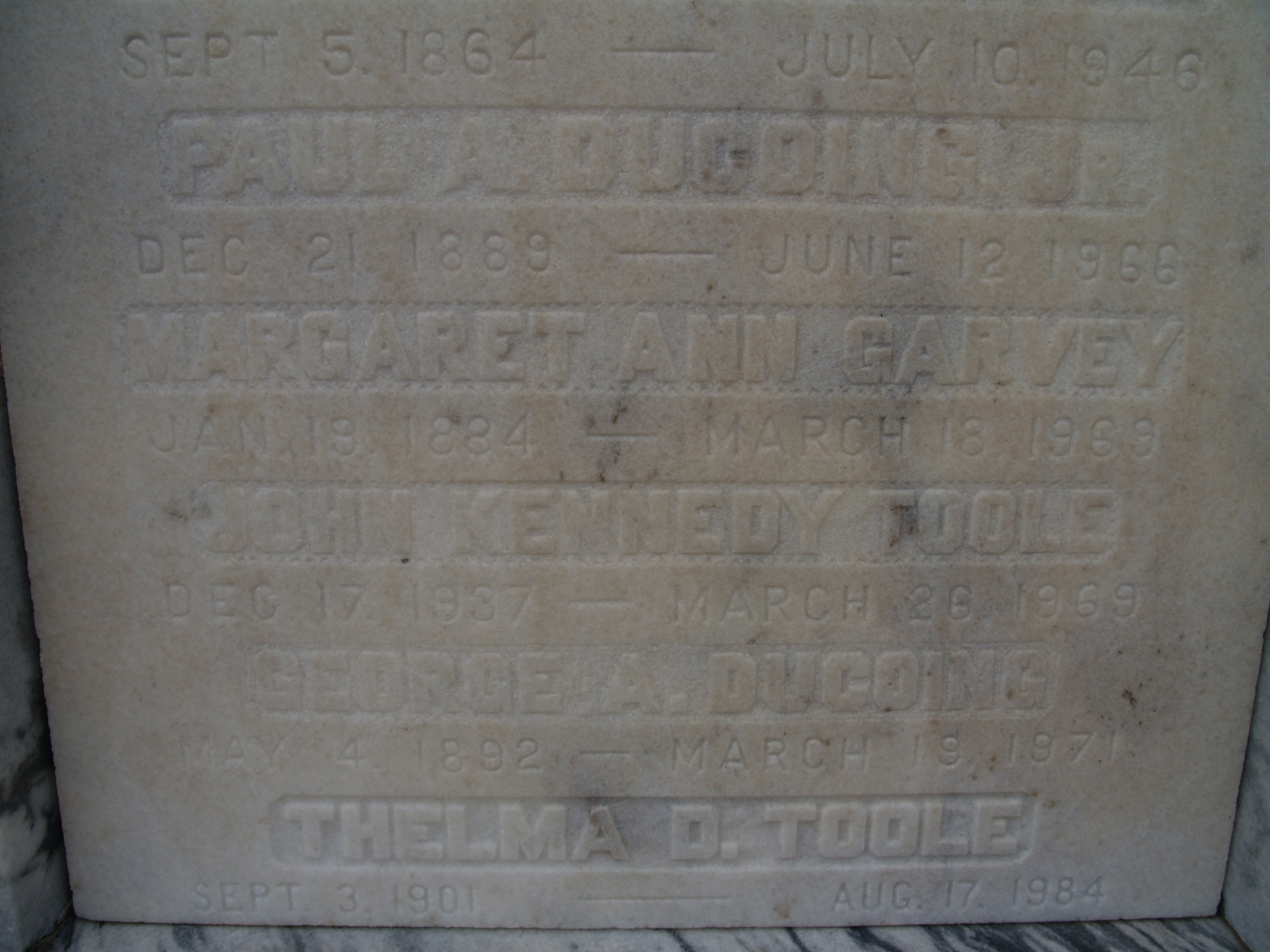
Lapida de John Kennedy Toole.

Toole se suicidó el 26 de marzo de 1969, después de desaparecer de Nueva Orleans, poniendo un extremo de una manguera de jardín en el tubo de escape de su coche y el otro en la ventanilla del conductor. La nota de suicidio que dejó fue destruida por su madre, que hizo declaraciones confusas sobre sus contenidos generales. Fue enterrado en el cementerio de Greenwood en Nueva Orleans.
Algunos biógrafos han propuesto que un factor en su depresión fue la confusión sobre su sexualidad.[cita requerida] Un amigo opinó que su dominante madre no le permitió abrir sus sentimientos hacia ninguna mujer, aunque tuvo citas con varias. Algunos amigos y parientes de Toole desaprueban la idea de que fuera homosexual; por ejemplo, David Kubach, un amigo de toda la vida que también sirvió con Toole en el ejército, declaró: "El no conocerle cambia mucho las cosas".

## Publicación deLa conjura de los neciosy éxito masivo
Después de la muerte de Toole, su madre insistió al autor Walker Percy para que leyera el manuscrito de La conjura de los necios. Percy al final cedió y se sintió apasionado por el libro. La conjura de los necios fue publicado en 1980 y Percy escribió el prólogo.
Cuenta Percy que recibió insistentes llamadas de la madre de Toole hasta que accedió a leer el manuscrito. Recalca que las primeras páginas le parecieron buenas y que superaban las expectativas que había depositado en el texto, pero a medida que fue leyendo se vio completamente absorbido por la genialidad de la novela, hasta el punto de llamar la atención de la gente por las carcajadas que en él despertaba.
Toole y su novela recibieron póstumamente el Premio Pulitzer de ficción en 1981.
La otra novela de Toole es La Biblia de neón, que Toole escribió a los 16 años y que consideraba demasiado juvenil como para intentar publicarla mientras estuvo vivo. Debido al gran interés en este autor, La Biblia de neón fue publicada en 1989, una vez despejada la enmarañada situación legal.
Una estatua del más famoso personaje de Toole, Ignatius Reilly, puede ser vista en el bloque 819 de Canal Street, Nueva Orleans, el antiguo emplazamiento de los almacenes D. H. Holmes, convertidos ahora en el hotel Hyatt Centric French Quarter New Orleans.

## Libros
- La conjura de los necios (1980)
- La Biblia de neón (1989)